# Bảo tàng Thủ công mỹ nghệ Hàng hải Pomeranian Đương đại
Bảo tàng Thủ công mỹ nghệ Hàng hải Pomeranian Đương đại (tiếng Ba Lan: Muzeum Współczesnego Pomorskiego Rękodzieła Marynistycznego) là một bảo tàng tọa lạc ở làng Sarbsk, xã Wicko, huyện Lęborski, tỉnh Pomorskie, Ba Lan.

## Lịch sử
Bảo tàng chính thức mở cửa cho công chúng vào ngày 28 tháng 11 năm 2003. Trong những năm đầu hoạt động, bảo tàng bố trí triển lãm bên trong tòa Nhà Cong trên phố Monciak (nay là phố Bohaterów Monte Cassino) ở Sopot. Sau đó, bảo tàng thay đổi trụ sở, trụ sở trước tháng 5 năm 2010 của bảo tàng là Trung tâm Văn hóa và Giải trí Gemini ở Gdynia.

## Triển lãm
Bảo tàng Thủ công mỹ nghệ Hàng hải Pomeranian Đương đại tổ chức 11 cuộc triển lãm thường trực, những cuộc triển lãm tiêu biểu trong số đó là:
- Cảnh đánh cá chung - tác phẩm điêu khắc dân gian
- Thuyền và máy cắt Pomeranian - mô hình thuyền đánh cá và máy cắt dùng để đánh cá ở biển Baltic trong 100 năm qua
- Thủ công mỹ nghệ hàng hải
- Tranh hàng hải
- Xưởng đóng tàu - trưng bày các công cụ của một thợ đóng tàu, thợ điêu khắc và thợ mộc người gốc Górki Zachodnie tên là Marcel Bieliński[3]